# Aterratge marcià

Animació d'un aterratge a Mart, concretament el de l'InSight el 2018

Un aterratge marcià és el descens controlat d'un vehicle sobre la superfície del planeta Mart.
Aterrar sobre la superfície de Mart implica una dificultat especial, que no es dona en cap dels altres planetes rocosos o satèl·lits, inclosa la Terra. La dificultat radica que, d'una banda, el planeta posseeix atmosfera, per la qual cosa és necessari utilitzar un escut tèrmic, cosa que no seria necessari a la Lluna o a Mercuri. D'altra banda, l'atmosfera és molt tènue, la qual cosa no brinda l'ajuda necessària en utilitzar un paracaigudes, com sí ocorre a la Terra o a Venus, per la qual cosa es fa necessari utilitzar un sistema addicional, com borses d'aire o coets de frenat com el Sky Crane.